# Фернандо Вердаско
Фернандо Вердаско Кармона (на испански: Fernando Verdasco Carmona) е испански тенисист. През юли 2012 е № 16 в световната ранглиста. Вердаско започва да играе тенис на четиригодишна възраст, а започва да тренира с треньор на осем години. Печели три пъти Купа Дейвис с отбора на Испания. Най-доброто му постижение на турнирите от Големия шлем е полуфинал на Откритото първенство на Австралия през 2009, когато губи от сънародника си и бъдещ шампион Рафаел Надал в пет сета във втория по продължителност мач в историята на турнира.

## Биография
Фернандо Вердаско е роден на 15 ноември 1983 г. в Мадрид, Испания. Вердаско започва да играе тенис, когато е на четири години, тренира с баща си на двата твърди корта в задния двор на семейния им дом. Той спира училище на 11-годишна възраст и баща му поема академичното обучение на сина си. Родителите му притежават ресторант в Мадрид. Има две по-малки сестри.

## Кариера

### Ранни години
Вердаско става професионалист през 2001, като завършва годината под номер 464 в ранглистата. 2002 е добра за него, след като печели първия си турнир от сериите Фючърс и влиза в топ 200.

### 2003
През 2003 Вердаско играе за първи път в турнир от сериите Мастърс (Мастърс Маями). Влиза в основната схема като квалификант и след като отстранява Карол Кучера и Макс Мирни, губи от сънародника си Карлос Моя в трети кръг. След това добро представяне следва лош сезон на клей и отпадане в първи кръг на Уимбълдън от финландеца Ярко Ниеминен. Достига трети кръг на Ю Ес Оупън, където отпада от тайландеца Парадорн Шричапан.

### 2004 – 2006
След като завършва 2003 под номер 109 в света, през 2004 Вердаско печели първата си титла от АТП във Валенсия, побеждавайки миналогодишния шампион Хуан Карлос Фереро на полуфинал и Алберт Монтанйес на финала. Също така достига до финал на тенис турнира в Акапулко, като там губи от Карлос Моя. Играе четвъртфинал в Хале и Стокхолм и полуфинал в Кицбюел. Завършва годината като номер 36 в света.
През 2005 на Ю Ес Оупън, Вердаско играе за първи път в четвърти кръг на турнир от Големия шлем. Там той отпада от Ярко Ниеминен, след като преди това елиминира Новак Джокович. Вердаско завършва годината с леко изкачване до номер 32.
През 2006 той достига четвърти кръг на Уимбълдън, където отпада от чеха Радек Щепанек в пет сета. На Откритото първенство на САЩ Вердаско отпада в трети кръг от бъдещия финалист Анди Родик. Класирането му в края на годината е № 35.

### 2007
През 2007 Вердаско отпада в първи кръг на три турнира от сериите Мастърс на клей. На Ролан Гарос губи в четвърти кръг от Новак Джокович. На Уимбълдън Вердаско достига до трети кръг, където отпада от третия поставен в схемата Анди Родик. На Санкт Петербург Оупън играе добър тенис и се класира за финала без загубен сет. На полуфинала елиминира Марин Чилич. Все пак Вердаско губи на финала от шотландеца Анди Мъри с резултат 6 – 2, 6 – 3. Стабилното му представяне през годината го изкачва до номер 27 в световната ранглиста.

### 2008
Фернандо започва Откритото първенство на Австралия като поставен под номер 25 в схемата. Отпада във втори кръг от сърбина Янко Типсаревич с резултат 7 – 5, 7 – 6, 7 – 6. В Берлин Вердаско и партньорът му на двойки Фелисиано Лопес осигуряват класирането на Испания на полуфиналите за Купа Дейвис, след като побеждават в маратонски мач, продължил четири часа и 45 минути, германската двойка Филип Колшрайбер и Филип Пецшнер с резултат 6 – 7, 7 – 6, 6 – 4, 2 – 6, 12 – 10. На Ролан Гарос започва като поставен под номер 22 и прави добро представяне, отпадайки от Рафаел Надал на осминафиналите. На Уимбълдън отпада в четвърти кръг от хърватина Марио Анчич в пет сета. Вердаско започва Откритото първенство на САЩ поставен под номер 13 в схемата и достига до трети кръг, където губи от руснака Игор Андреев с резултат 6 – 2, 6 – 4, 6 – 4.

### 2009
Вердаско започва сезона с финал на Бризбейн Интернешънъл, където губи от Радек Щепанек в три сета. На Откритото първенство на Австралия достига първия си четвъртфинал на турнир от Големия шлем, където побеждава Жо-Вилфрид Цонга със 7 – 6, 3 – 6, 6 – 3, 6 – 2. На полуфинала Вердаско отпада от световния номер 1 Рафаел Надал с резултат 7 – 6, 4 – 6, 6 – 7, 7 – 6, 4 – 6 във втория най-дълъг мач в историята на турнира, продължил 5 часа и 14 минути. Този полуфинал изкачва испанеца до № 9 в световната ранглиста, като това е първото му влизане в топ 10.
На Откритото първенство на Франция 2009 Вердаско стига до четвърти кръг, където губи от десетия поставен Николай Давиденко с 6 – 2, 6 – 4, 6 – 4. Преди това той достига до най-високото си класиране в световната ранглиста – № 7.
В първия си турнир на трева през сезона Вердаско отпада в първи кръг на Гери Вебер Оупън от Филип Колшрайбер. На Уимбълдън той прави на-доброто си постижение на турнира, достигайки до четвърти кръг, където е отстранен от хърватина Иво Карлович със 7 – 6, 6 – 7, 6 – 3, 7 – 6.
На Откритото първенство на САЩ Вердаско играе като поставен под номер 10 и отпада на четвъртфиналите от Новак Джокович с резултат 7 – 6,1 – 6, 7 – 5, 6 – 2.
На АТП Тур финалите Вердаско губи първия си мач от Роджър Федерер с 6 – 4, 5 – 7, 1 – 6, а втория – от Хуан Мартин дел Потро с 4 – 6, 6 – 3, 6 – 7. В третия си мач отново е победен – този път от Анди Мъри с резултат 4 – 6, 7 – 6, 6 – 7, и така отпада от турнира. Вердаско завършва 2009 с 52 победи и 25 загуби на сингъл и завършва годината под номер 9.
В края на 2009 Вердаско партнира на Фелисиано Лопес в мача на двойки от финала за Купа Дейвис срещу Чехия. Вердаско и Лопес спасяват сетбол в първия сет срещу Радек Щепанек и Томаш Бердих, а впоследствие и печелят мача със 7 – 6, 7 – 5, 6 – 2. Тази победа носи Купа Дейвис на Испания и е чудесен завършек на най-успешния сезон на Фернандо Вердаско.

### 2010
Първият официален турнир на Вердаско за годината е Откритото първенство на Австралия, където той отпада от Николай Давиденко в четвърти кръг в петсетов мач, 2 – 6, 5 – 7, 6 – 4, 7 – 6, 3 – 6.
Следващият му турнир е САП Оупън в Сан Хосе, Калифорния. Там той побеждава на финала Анди Родик с 3 – 6, 6 – 4, 6 – 4 и печели четвъртата си титла от АТП.
На турнира от сериите Мастърс в Монте Карло Вердаско елиминира поставения под номер едно в схемата Новак Джокович с 6 – 2, 6 – 2 и достига първи финал на ниво Мастърс в кариерата си, но го губи от петкратния шампион Рафаел Надал с 6 – 0, 6 – 1.
Вердаско започва Откритото първенство на Франция като седми поставен и отпада от Николас Алмагро в четвърти кръг. След това отпада и в първи кръг на Уимбълдън от Фабио Фонини със 7 – 6, 6 – 2, 6 – 7. 6 – 4.
На Ю Ес Оупън 2010 Вердаско изостава с два сета в осминафиналния си мач от сънародника си Давид Ферер, но успява да го обърне и побеждава с 5 – 7, 6 – 7, 6 – 3, 6 – 3, 7 – 6. В следващия кръг обаче губи от водача в схемата Рафаел Надал с 5 – 7, 3 – 6, 4 – 6.
Вердаско завършва годината под номер 9 в световната ранглиста.

### 2011
Вердаско започва годината със загуба на Бризбейн Интернешънъл от Бенямин Бекер с 1 – 6, 7 – 6, 3 – 6.
Поставен под номер 9 на Откритото първенство на Австралия 2011, Вердаско губи в четвърти кръг от Томаш Бердих, заявявайки след края на мача, че от дълго време има контузия на крака. След като преминава изследвания, се установява, че има счупена кост на крака. Вердаско заявява, че контузията е от края на 2009.
Следващият му турнира е САП Оупън в Сан Хосе, Калифорния, където защитава титлата си и започва като водач в схемата. Той стига без проблеми до финала, като не губи нито един сет. Противникът му на финала е младият канадец Милош Раонич. Вердаско има четири сетбола в тайбрека на първия сет, но губи следващите шест точки, а така и сета с 6 – 7. Впоследствие Раонич печели мача със 7 – 6, 7 – 6.
На Ещорил Оупън 2011 Вердаско достига финал след победи над Фредерико Жил, Кевин Андерсън и отказване на Милош Раонич на полуфинала. На финала обаче той губи от Хуан Мартин дел Потро с 2 – 6, 2 – 6. След това губи и в трети кръг на Откритото първенство на Франция от Иван Любичич.
На Уимбълдън Вердаско побеждава в първи кръг Радек Щепанек в дълъг петсетов мач, но отпада след това от Робин Хаасе във втори кръг.

### 2012
Вердаско започва годината с първото си участие на Хопман Къп, представяйки Испания в двойка с Анабел Медина Гаригес. След това отпада в първи кръг на Откритото първенство на Австралия от австралиеца Бърнард Томич с 4 – 6 6 – 7(3) 6 – 4 6 – 2 7 – 5.

## Кариерна статистика

### Финали натурнири от сериите Мастърс(1)
| година | турнир              | съперник във финала | резултат |
| ------ | ------------------- | ------------------- | -------- |
| 2010   | Монте Карло Мастърс | Рафаел Надал        | 0–6, 1–6 |

### ATP финали (7 титли; 23 финала)
| Легенда                         |
| ------------------------------- |
| Турнири от Големия шлем (0 – 0) |
| АТП Тур Финали (0 – 0)          |
| АТП Тур Мастърс 1000 (0 – 1)    |
| АТП Тур 500 (1 – 3)             |
| АТП Тур 250 (4 – 8)             |

|        | П–З  | Година           | Турнир                    | Клас         | Настилка   | Опонент               | Резултат                           |
| ------ | ---- | ---------------- | ------------------------- | ------------ | ---------- | --------------------- | ---------------------------------- |
| Загуба | 0–1  | 7 март 2004      | Мексико Оупън             | Межд. Голд   | Клей       | Карлос Моя            | 3 – 6, 0 – 6                       |
| Победа | 1–1  | 12 април 2004    | Валенсия Оупън            | Международни | Клей       | Алберт Монтанес       | 7 – 6(7 – 5), 6 – 3                |
| Загуба | 1–2  | 30 юли 2005      | Австрия Оупън Кицбюел     | Межд. Голд   | Клей       | Гастон Гаудио         | 6 – 2, 2 – 6, 4 – 6, 4 – 6         |
| Загуба | 1–3  | 27 октомври 2007 | Санкт Петербург Оупън     | Международни | Твърда (з) | Анди Мъри             | 2 – 6, 3 – 6                       |
| Загуба | 1–4  | 22 юни 2008      | Нотингам Оупън            | Международни | Трева      | Иво Карлович          | 5 – 7, 7 – 6(7 – 4), 6 – 7(8 – 10) |
| Победа | 2–4  | 20 юли 2008      | Хърватия Оупън            | Международни | Клей       | Игор Андреев          | 3 – 6, 6 – 4, 7 – 6(7 – 4)         |
| Загуба | 2–5  | 5 януари 2009    | Бризбейн Интернешънъл     | 250 серии    | Твърда     | Радек Щепанек         | 6 – 3, 3 – 6, 4 – 6                |
| Победа | 3–5  | 29 август 2009   | Кънектикът Оупън          | 250 серии    | Твърда     | Сам Куери             | 6 – 4, 7 – 6(8 – 6)                |
| Загуба | 3–6  | 4 октомври 2009  | Малайзия Оупън            | 250 серии    | Твърда (з) | Николай Давиденко     | 4 – 6, 5 – 7                       |
| Победа | 4–6  | 14 февруари 2010 | Пасифик Коуст Чемпиъншипс | 250 серии    | Твърда (з) | Анди Родик            | 3 – 6, 6 – 4, 6 – 4                |
| Загуба | 4–7  | 18 април 2010    | Монте Карло Мастърс       | Мастърс 1000 | Клей       | Рафаел Надал          | 0 – 6, 1 – 6                       |
| Победа | 5–7  | 25 април 2010    | Барселона Оупън           | 500 серии    | Клей       | Робин Сьодерлинг      | 6 – 3, 4 – 6, 6 – 3                |
| Загуба | 5–8  | 22 май 2010      | Ница Оупън                | 250 серии    | Клей       | Ришар Гаске           | 3 – 6, 7 – 5, 6 – 7(5 – 7)         |
| Загуба | 5–9  | 13 февруари 2011 | Пасифик Коуст Чемпиъншипс | 250 серии    | Твърда (з) | Милош Раонич          | 6 – 7(6 – 8), 6 – 7(5 – 7)         |
| Загуба | 5–10 | 1 май 2011       | Ещорил Оупън              | 250 серии    | Клей       | Хуан Мартин дел Потро | 2 – 6, 2 – 6                       |
| Загуба | 5–11 | 31 юли 2011      | Суис Оупън                | 250 серии    | Клей       | Марсел Гранолерс      | 4 – 6, 6 – 3, 3 – 6                |
| Загуба | 5–12 | 4 март 2012      | Мексико Оупън             | 500 серии    | Клей       | Давид Ферер           | 1 – 6, 2 – 6                       |
| Загуба | 5–13 | 2013             | Швеция Оупън              | 250 серии    | Клей       | Карлос Берлок         | 5 – 7, 1 – 6                       |
| Победа | 6–13 | 2014             | Ю Ес Клей Чемпиъншипс     | 250 серии    | Клей       | Николас Алмагро       | 6 – 3, 7 – 6(7 – 4)                |
| Победа | 7–13 | 2016             | Румъния Оупън             | 250 серии    | Клей       | Лукас Пуи             | 6 – 3, 6 – 2                       |
| Загуба | 7–14 | 2016             | Швеция Оупън              | 250 серии    | Клей       | Алберт Рамос Виньолас | 3 – 6, 4 – 6                       |
| Загуба | 7–15 | 2017             | Дубай Тенис Чемпиъншипс   | 500 серии    | Твърда     | Анди Мъри             | 3 – 6, 2 – 6                       |
| Загуба | 7–16 | 2018             | Рио Оупън                 | 500 серии    | Клей       | Диего Шварцман        | 2 – 6, 3 – 6                       |